# Radikal 145
Radikal 145 mit der Bedeutung „Kleidung“ ist eines von 29 der 214 traditionellen Radikale der chinesischen Schrift, die mit sechs Strichen geschrieben werden.
Mit 130 Zeichenverbindungen in Mathews’ Chinese-English Dictionary gibt es sehr viele Schriftzeichen, die unter diesem Radikal im Lexikon zu finden sind.
Das Radikal „Kleidung“ nimmt nur in der Langzeichen-Liste traditioneller Radikale, die aus 214 Radikalen besteht, die 145. Position ein. In modernen Kurzzeichen-Wörterbüchern kann es sich an ganz anderer Stelle finden. Im Neuen chinesisch-deutschen Wörterbuch aus der Volksrepublik China steht es zum Beispiel an 161. Stelle.
Die Siegelschrift-Form zeigt eine zur damaligen Zeit übliche Jacke. In linker Position im Zeichen verwandelt sich 衣 in 衤. Heutige Wörter und Zeichenbücher arbeiten mit beiden Formen in jeweils eigenständigen Radikal-Abteilungen. Die 衣-Form selbst kann wiederum in zwei Varianten auftreten, nämlich als Ganzes wie zum Beispiel in 袈裟 (= Flickenkutte buddhistischer Mönche) oder in 裁 (= Stoff zuschneiden). In der zweiten Variante tritt 衣 in horizontal geteilter Form auf, mit einer anderen Komponente zwischen seinen Teilen wie in 裹 (= verbinden). Als Lautträger dient hier die eingeschobene Frucht 果. Ein so geteiltes 衣 tritt in sehr vielen Zeichen auf, die alle nicht unter dem Radikal 亠 nachgeschlagen werden können wie zum Beispiel 衰 (= verschwinden).
Als Sinnträger stellt 衣 seine Zeichen in das Bedeutungsfeld „Kleidung“ wie zum Beispiel 裁 (= schneidern), 袭 (= Überraschungsangriff, ursprüngliche Bedeutung jedoch: einem Toten die Kleidung anlegen), 衷 (= innere Gefühle, Herz, ursprünglich jedoch: eng am Körper liegende Unterwäsche), 衰 (= Niedergang, ursprünglich: Regenkleidung aus Gras), 裘 (= Pelzmantel). Als Lautträger fungiert 衣 in 铱 (= Element Iridium), 依 (= sich verlassen auf) und 裔 (= Nachfahre, in: 华裔 = Auslandschinesen).
Schreibvariante des Radikals: 衤
Das Radikal 145 衤 (sechs Striche) sollte nicht mit dem Radikal 113 礻 (fünf Striche) verwechselt werden.

## Schriftzeichenverbindungen, die vom Radikal 145 regiert werden
| Striche | Zeichen |
| ------- | --- |
| +0      | 衣 衤 |
| +02     | 补 |
| +03     | 衦 衧 表 衩 衪 衫 衬 |
| +04     | 衭 衮 衯 衰 衱 衲 衳 衴 衵 衶 衷 衸 衹 衺 衻 衼 衽 衾 衿 袀 袁 袂 袃 袄 袅 袆 袇                                          |
| +05     | 袈 袉 袊 袋 袌 袍 袎 袏 袐 袑 袒 袓 袔 袕 袖 袗 袘 袙 袚 袛 袜 袝 袞 袟 袠 袡 袢 袣 袤 袥 袦 袧 袨 袩 袪 被 袬 袭 袮袯 袰 |
| +06     | 袱 袲 袳 袴 袵 袶 袷 袸 袹 袺 袻 袼 袽 袾 袿 裀 裁 裂 裃 裄 装 裆 裇 裈 裉                                                |
| +07     | 裊 裋 裌 裍 裎 裏 裐 裑 裒 裓 裔 裕 裖 裗 裘 裙 裚 裛 補 裝 裞 裟 裠 裡 裢 裣 裤 裥 裦 裧                                 |
| +08     | 裨 裩 裪 裫 裬 裭 裮 裯 裰 裱 裲 裳 裴 裵 裶 裷 裸 裹 裺 裻 裼 製 裾 裿 褀 褁 褂 褃 褄 褐                                 |
| +09     | 褅 褆 複 褈 褉 褊 褋 褌 褍 褎 褏 褑 褒 褓 褔 褕 褖 褗 褘 褙 褚 褛 褜 褝                                                   |
| +10     | 褞 褟 褠 褡 褢 褣 褤 褥 褦 褧 褨 褩 褪 褫 褬 褭 褮 褯 褰 褱 褲 褴                                                         |
| +11     | 褳 褵 褶 褷 褸 褹 褺 褻 褼 褽 褾 褿 襀 襁 襂 襃 襄 襅 襔                                                                  |
| +12     | 襆 襇 襈 襉 襊 襋 襌 襍 襎 襏 襐 襑 襒 襓 襕 襖                                                                           |
| +13     | 襗 襘 襙 襚 襛 襝 襞 襟 襠 襡 襢                                                                                          |
| +14     | 襜 襣 襤 襥 襦 襧 襨 |
| +15     | 襩 襪 襫 襬 襭 襮 |
| +16     | 襯 襰 襱 襲 |
| +17     | 襳 襴 襽 |
| +18     | 襵 襶 襷 |
| +19     | 襸 襹 襺 襻 襼 |

 Im Unicodeblock Kangxi-Radikale ist das Radikal 145 unter der Codepointnummer 12.176 (U+2F90) codiert.